# Der Mann mit der grünen Nelke
Der Mann mit der grünen Nelke (Originaltitel: The Trials of Oscar Wilde oder The Man with the Green Carnation) ist ein britischer Kinofilm von Ken Hughes aus dem Jahr 1960. Er behandelt die Gerichtsprozesse und die Verurteilung des Schriftstellers Oscar Wilde. Der Mann mit der grünen Nelke erschien nur kurze Zeit nach dem im selben Monat veröffentlichten Film Oscar Wilde, der das gleiche Thema behandelt. In Deutschland erschien er am 22. März 1962.

## Handlung
Der Film beginnt mit der Premiere von Lady Windermeres Fächer, Oscar Wildes Durchbruch als Theaterautor. Der Schwerpunkt liegt auf den drei Gerichtsprozessen im Jahr 1895, an deren Ende Wilde zu zwei Jahren Zuchthaus verurteilt wurde. Der Film endet mit Oscar Wildes Entlassung aus dem Gefängnis und seinem Abschied von seiner Frau und seinen engsten Freunden, bevor er sich ins Exil nach Frankreich begibt.

## Hintergrund
Das Drehbuch von Ken Hughes basiert auf dem 1948 veröffentlichten Buch The Trials of Oscar Wilde von H. Montgomery Hyde und dem Theaterstück The Stringed Lute von John Furnell. Oscar Wildes Sohn Vyvyan Holland und Lord Cecil Douglas, ein Neffe Lord Alfred Douglas’, waren für den Film als Berater tätig.

## Kritiken
Der Mann mit der grünen Nelke erhielt überwiegend positive Kritiken. Besonders im Vergleich mit dem fast zeitgleich erschienenen Schwarzweißfilm Oscar Wilde schnitt er sowohl in der Beurteilung des Drehbuches als auch der Leistungen der Darsteller gut ab. Kritisiert wurde eine Tendenz, Wilde zu heroisieren und sein Leben zu beschönigen.

## Nominierungen und Auszeichnungen
Gewonnen
- British Academy Film Award 1961

- Bester britischer Schauspieler: Peter Finch

- Golden Globe Award 1961

- Samuel Goldwyn Award (Bester ausländischer Film in englischer Sprache)

- Internationales Filmfestival Moskau 1961

- Bester Schauspieler: Peter Finch
- Bestes Szenenbild: Bill Constable und Terence Morgan

Nominiert
- British Academy Film Award 1961

- Bester britischer Schauspieler: John Fraser
- Bester Film und Bester britischer Film
- Bestes britisches Drehbuch: Ken Hughes

- Internationales Filmfestival Moskau 1961

- Grand Prix: Ken Hughes